# Мішель Пікколі
Міше́ль Пікколі́ (фр. Michel Piccoli; нар. 27 грудня 1925, Париж, — 12 травня 2020) — французький актор театру і кіно, сценарист і кінорежисер.

## Біографія
Народився у Парижі в сім'ї музикантів, вихідців з Італії. Батько Мішеля був професійним віолончелістом, мати — піаністкою. У 18-річному він закінчив курси драматичного мистецтва Андре Бауер-Тірона і Рене Симона, після чого грав на сценах низки паризьких театрів.
У 1945 році дебютував в кіно, знявшись у фільмі Крістіана-Жака «Чаклунство» (Sortileges). Перший успіх прийшов до Пікколі через десяток років практично непомітної кінокар'єри після участі у фільмі Луїса Бунюеля «Смерть у цьому саду». Після цього актор зіграв ще у п'яти стрічках режисера. Кінематографічне визнання Пікколі принесла участь у фільмі Жана-Люка Годара «Зневага» (1963) після чого почалася його справжня кінематографічна кар'єра.
Пішель Пікколі знявся у понад 180-ти фільмах. У 1977 році опублікував книгу мемуарів під назвою «Діалоги егоїста» (фр. Dialogues égoïstes).

## Нагороди
- 1980 — Каннський кінофестиваль — найкращий актор («Стрибок у порожнечу»)
- 1982 — Берлінський міжнародний кінофестиваль «Срібний ведмідь найкращому актору» — найкращий актор («Дивна справа»; з С. Скарсгордом у «Простодушному вбивці»)
- Премія Сезар:
  - 1982 — Найкращий актор («Дивна справа») (номінація)
  - 1985 — Найкращий актор («Діагональ слона») (номінація)
  - 1991 — Найкращий актор («Мілу у травні») (номінація)
  - 1992 — Найкращий актор («Чарівна пустунка») (номінація)
- 1997 — Венеційський кінофестиваль — Filmcritica «Bastone Bianco» Award — найкращий фільм («Alors voila»)
- 2001 — European Film Award — найкращий актор («Я повертаюся додому») (номінація)
- 2011 — Спеціальна нагорода European Film Award за внесок у розвиток кіно[4]
- 2012 — Премія «Давид ді Донателло» за найкращу чоловічу роль («У нас є Папа»).

## Фільмографія
| Рік  | Назва українською                   | Оригінальна назва                        | Режисер                | Роль                            |
| ---- | ----------------------------------- | ---------------------------------------- | ---------------------- | ------------------------------- |
| 1945 | Чаклунство                          | Sortilèges                               | Крістіан Жак           |                                 |
| 1949 | Світанок                            | Le Point du jour                         | Луї Дакен              |                                 |
| 1949 | Парфуми Дами в Чорному              | Le Parfum de la dame en noir             | Луї Дакен              |                                 |
| 1950 | Адреса невідома                     | ...Sans laisser d'adresse                | Жан-Поль Ле Шануа      | епізод                          |
| 1952 | Долі (скетч "Жанна")                | Destinées ("Jeanne")                     | Жан Деланнуа           |                                 |
| 1954 | Заборона на перебування             | Interdit de séjour                       | Моріс де Канонж        |                                 |
| 1954 | Усе співає навколо мене             | Tout chante autour de moiI               | П'єр Гу                |                                 |
| 1954 | Французький канкан                  | French Cancan                            | Жан Ренуар             | капітан Валоргей                |
| 1955 | Великі маневри                      | Les Grandes Manœuvres                    | Рене Клер              | офіцер                          |
| 1955 | Марія-Антуанетта — королева Франції | Marie-Antoinette                         | Жан Деланнуа           | священик                        |
| 1955 | Погані знайомства                   | Les Mauvaises Rencontres                 | Александр Астрюк       |                                 |
| 1955 | Ернст Тельман, лідер класу          | Ernst Thälmann – Führer seiner Klasse    | Курт Метціг            | Роже                            |
| 1956 | Смерть у цьому саду                 | La Mort en ce jardin                     | Луїс Бунюель           | Лізарді                         |
| 1956 | Салемські чаклунки                  | Les Sorcières de Salem                   | Реймон Руло            | Джеймс Патнем                   |
| 1957 | Мережа над містом                   | Rafles sur la ville                      | П'єр Шеналь            |                                 |
| 1957 | Наталі                              | Nathalie                                 | Крістіан Жак           |                                 |
| 1957 | Жартівник                           | Tabarin                                  | Рішар Поттьє           | Жак Форестьє                    |
| 1958 | Недільні друзі                      | Les Copains du dimanche                  | Анрі Енер              | директор авіаційного клубу      |
| 1959 | Звір у засідці                      | La Bête à l'affût                        | П'єр Шеналь            |                                 |
| 1959 | Висока плата                        | La Dragée haute                          | Жан Кершнер            | Уго Барсак                      |
| 1960 | Бал шпигунів                        | Le Bal des espions                       | Мішель Клеман          | Браян Кеннон                    |
| 1961 | Римські діви                        | Les Vierges de Rome                      | Вітторіо Коттафаві     | консул Публій Валерій Публікола |
| 1961 | Побачення                           | Le Rendez-vous                           | Жан Деланнуа           | Пауль                           |
| 1961 | Східці подружнього життя            | Climats                                  | Стелліо Лоренці        | Франсуа Круазан                 |
| 1962 | Стукач                              | Le Doulos                                | Жан-П'єр Мельвіль      | Нуттеччо                        |
| 1962 | День і час                          | Le Jour et l'Heure                       | Рене Клеман            | Антуан                          |
| 1963 | Зневага                             | Le Mépris                                | Жан-Люк Годар          | Поль Жаваль                     |
| 1963 | Щоденник покоївки                   | Le Journal d'une femme de chambre        | Луїс Бунюель           | месьє Монтей                    |
| 1964 | Марі Сонце                          | Marie Soleil                             | Антуан Бурсельє        | Рауль                           |
| 1964 | Про любов                           | De l'amour                               | Жан Орель              | Рауль                           |
| 1964 | Останній удар                       | Le Coup de grâce                         | Жан Кейроль            | Капрі / Бруно                   |
| 1964 | Шанс і любов                        | La Chance et l’Amour'                    | Шарль Л. Біч           |                                 |
| 1965 | Леді Л                              | Lady L                                   | Пітер Устінов          | Lecoeur                         |
| 1965 | Вбивця у спальному вагоні           | Compartiment tueurs                      | Коста-Гаврас           | Рене Кабур                      |
| 1965 | Хитрощі Диявола                     | Les Ruses du diable                      | Поль Веккіалі          | антиквар                        |
| 1965 | Створіння                           | Les Créatures                            | Аньєс Варда            | Едгар Пікколі                   |
| 1965 | Здобич                              | La Curée                                 | Роже Вадим             | Александр Саккар                |
| 1966 | Злодійка                            | La Voleuse                               | Жан Шапо               | Вернер Кройц                    |
| 1966 | Чи горить Париж?                    | Paris brûle-t-il?                        | Рене Клеман            | Едвард Пізані                   |
| 1966 | Війна скінчилася                    | La guerre est finie                      | Ален Рене              | інспектор митниці               |
| 1966 | Дівчата із Рошфора                  | Les Demoiselles de Rochefort             | Жак Демі               | Сімон Даме                      |
| 1966 | Денна красуня                       | Belle de jour                            | Луїс Бунюель           | Анрі Юссон                      |
| 1967 | Одна людина зайва                   | Un homme de trop                         | Коста-Гаврас           | зайва людина                    |
| 1967 | Бенжамен, або Щоденник незайманого  | Benjamin ou les Mémoires d'un puceau     | Мішель Девіль          | граф Філіп                      |
| 1967 | Діаболік                            | Diabolik                                 | Маріо Бава             |                                 |
| 1966 | Любов моя, любов моя                | Mon amour, mon amour                     | Надін Трентіньян       |                                 |
| 1968 | Капітуляція                         | La Chamade                               | Ален Кавальє           | Шарль                           |
| 1968 | Топаз                               | Topaz                                    | Альфред Хічкок         | Жак Гранвіль                    |
| 1968 | Діллінджер мертвий                  | Dillinger e morto                        | Марко Феррері          | Глаучо                          |
| 1969 | Молочний шлях                       | La Voie lactée                           | Луїс Бунюель           | маркіз                          |
| 1969 | Запрошена                           | L'invitata                               | Вітторіо де Сіка       | Франсуа                         |
| 1969 | Життєві дрібниці                    | Les Choses de la vie                     | Клод Соте              | Філіп Бежар                     |
| 1969 | Нашестя                             | L'Invasion                               | Ів Аллегре             | Марчелло                        |
| 1970 | Макс і бляхарі                      | Max et les Ferrailleurs                  | Клод Соте              | Макс Фелікс                     |
| 1970 | Аудієнція                           | L'udienza                                | Марко Феррері          |                                 |
| 1971 | Втеча                               | La Poudre d'escampette                   | Філіп де Брока         | Валентин                        |
| 1971 | Жахлива декада                      | La Décade prodigieuse                    | Клод Шаброль           | Поль Режі́                       |
| 1972 | Сука («Ліза»)                       | La cagna                                 | Марко Феррері          | друг Джорджіо                   |
| 1972 | Скромна чарівність буржуазії        | Le Charme discret de la bourgeoisie      | Луїс Бунюель           | міністр                         |
| 1972 | Викрадення у Парижі                 | L'Attentat                               | Ів Буассе              | полковник Кассар                |
| 1972 | Жінка у синьому                     | La Femme en bleu                         | Мішель Девіль          | П'єр                            |
| 1972 | Криваве весілля                     | Les Noces rouges                         | Клод Шаброль           | П'єр Маурі                      |
| 1972 | Дикий Захід                         | Le Far West                              | Жак Брель              |                                 |
| 1973 | Темрок                              | Themroc                                  | Клод Фаральдо          | Темрок                          |
| 1973 | Велике жрання                       | La Grande Bouffe                         | Марко Феррері          | Мішель                          |
| 1973 | Не чіпайте білу жінку!              | Touche pas à la femme blanche            | Марко Феррері          | Буффало-Білл                    |
| 1973 | У натуральну величину               | Grandeur nature                          | Луїс Берланга          | Мішель                          |
| 1974 | Пекельне тріо                       | Le Trio infernal                         | Франсіс Жіро           | Жорж Сорре                      |
| 1974 | Привид свободи                      | Le Fantôme de la liberté                 | Луїс Бунюель           | Другий префект поліції          |
| 1974 | Венсан, Франсуа, Поль та інші       | Vincent, François, Paul... et les autres | Клод Соте              | Франсуа                         |
| 1974 | Третя ступінь                       | Der dritte grad                          | Петер Фляйшман         | L'investigateur                 |
| 1975 | Леонор                              | Léonor                                   | Жан-Луїс Бунюель       | Рішар                           |
| 1975 | Сім смертей за рецептом             | Sept morts sur ordonnance                | Жак Руффіо             | доктор П'єр Лоссерей            |
| 1975 | Остання жінка                       | La Dernière Femme                        | Марко Феррері          | Мішель                          |
| 1975 | Ф… як Фербенкс                      | F… comme Fairbanks                       | Моріс Дюговсон         | Етьєн                           |
| 1975 | Тодо модо                           | Todo modo                                | Еліо Петрі             | Луї                             |
| 1976 | Мадо                                | Mado                                     | Клод Соте              | Сімон Леотар                    |
| 1976 | Рене-тростинка                      | René la Canne                            | Франсіс Жіро           | інспектор Маршан                |
| 1977 | Обвинувач                           | L'Imprécateur                            | Жан-Луї Бертучеллі     | Saint-Ramé                      |
| 1977 | Розпещені діти                      | Des enfants gâtés                        | Бертран Таверньє       | Бернар Рожері                   |
| 1977 | З боку вогню                        | La Part du feu                           | Етьєн Пер'є            | Роберт Гансен                   |
| 1977 | Дикий стан                          | L'État sauvage                           | Франсіс Жіро           |                                 |
| 1977 | Цей смутний об'єкт бажання          | Cet obscur objet du desir                | Луїс Бунюель           |                                 |
| 1978 | Страуберг тут                       | Stranberg est là                         | Міша Галь              |                                 |
| 1978 | Дівчинка в синьому оксамиті         | La Petite Fille en velours bleu          | Алан Бріджес           | Конрад Брюкнер                  |
| 1978 | Цукор                               | Le Sucre                                 | Жак Руффіо             | Грезільйо                       |
| 1979 | Розлучення                          | Le Divorcement                           | П'єр Бару              | Філіп                           |
| 1979 | Неаполітанський детектив            | Mélodie meurtrière                       | Серджо Корбуччі        | Віктор Наварро                  |
| 1979 | Закусивши вудила                    | Le Mors aux dents                        | Лоран Ейнеман          | П'єр                            |
| 1979 | Стрибок у порожнечу                 | Le Saut dans le vide                     | Марко Беллоккьо        | Мауро Понтічеллі                |
| 1979 | Сум'яття почуттів                   | La confusion des sentiments              | Етьєн Пер'є            |                                 |
| 1979 | Ціна виживання                      | Der Preis furs Uberleben                 | Етьєн Пер'є            |                                 |
| 1980 | Атлантик-Сіті                       | Atlantic City                            | Луї Маль               | Джозеф                          |
| 1980 | Блудна донька                       | La Fille prodigue                        | Жак Дуайон             | Батько                          |
| 1981 | Дивна справа                        | Une étrange affaire                      | П'єр Граньє-Дефер      | Bertrand Malair                 |
| 1982 | Перехожа із Сан-Сусі                | La Passante du Sans-Souci                | Жак Руффіо             | Макс Баумстайн                  |
| 1982 | Вставай, шпигун                     | Espion lève-toi                          | Ів Буассе              | Жан-Поль Шанс                   |
| 1982 | Пристрасть                          | Passion                                  | Жан-Люк Годар          | Мішель Булар                    |
| 1982 | Очі, рот                            | Les Yeux, la bouche                      | Марко Беллоккьо        | дядько Агостіно                 |
| 1982 | Кімната у місті                     | Une chambre en ville                     | Жак Дере               | Едмон Леруає                    |
| 1982 | І нехай багаті піднімуть палець!    | Que les gros salaires lèvent le doigt!   | Дені Граньє-Дефер      | Жозе Вісс                       |
| 1982 | Ціна небезпеки                      | Le Prix du danger                        | Ів Буассе              | Фредерік Малєр                  |
| 1982 | Генерал мертвої армії               | Le Général de l'armée morte              | Лючано Товолі          | Бенетанді                       |
| 1982 | Ніч Варена (Новий світ)             | La Nuit de Varennes                      | Етторе Скола           | Людовік XVI                     |
| 1983 | За дверима                          | Oltre la porta                           | Ліліана Кавані         | містер Мутті                    |
| 1983 | Діагональ слона                     | La Diagonale du fou                      | Рішар Дембо            | Аківа Лібскінд                  |
| 1983 | Віва, життя!                        | Viva la vie                              | Клод Лелюш             | Мішель Перрен                   |
| 1983 | Ціна ризику                         | Le Prix du danger                        | Ів Буассе              |                                 |
| 1984 | Успіх за всяку ціну                 | Le Succès à tout prix                    | Єжи Сколімовський      | французький офіцер              |
| 1984 | Небезпека у будинку                 | Péril en la demeure                      | Мішель Девіль          | Грем                            |
| 1984 | Матрос 512                          | Le Matelot 512                           | Рене Альо              |                                 |
| 1984 | Йти, повертатися                    | Partir, revenir                          | Клод Лелуш             | Сімон Лернер                    |
| 1984 | Прощавай, Бонапарт                  | Adieu Bonaparte                          | Юссеф Шахін            | Кафареллі                       |
| 1985 | Мій свояк убив мою сестру           | Mon beau-frère a tué ma sœur             | Жак Руффіо             | Етьєн Самбадель                 |
| 1986 | Нахаба                              | Le Paltoquet                             | Мішель Девіль          | Нахаба                          |
| 1986 | Погана кров                         | Mauvais Sang                             | Лео Каракс             | Марк                            |
| 1986 | Пуританка                           | La Puritaine                             | Жак Дуайон             | П'єр                            |
| 1986 | Румба                               | La Rumba                                 | Роже Анен              | Дам'єн Мельвіль                 |
| 1986 | Чужа земля                          | Terre étrangère                          | Люк Бонді              | Фрідріх Гофрайтер               |
| 1987 | Чоловік у паранджі                  | L'Homme voilé                            | Марун Багдаді          | Кассар                          |
| 1987 | Любовна недуга                      | Maladie d'amour                          | Жак Дере               | Рауль Бержерон                  |
| 1987 | Білий з Китаю                       | Blanc de Chine                           | Дені Граньє-Деферр     | Batz                            |
| 1988 | Ці смачні білі                      | Y'a bon les blancs                       | Марко Феррері          | батько Жана-Марі                |
| 1989 | Мілу у травні                       | Milou en mai                             | Луї Маль               | Еміль (Мілу́) В'юзак             |
| 1989 | Марта і я                           | Martha und Ich                           | Іржі Вейс              | Ернст                           |
| 1991 | Чарівна пустунка                    | La Belle Noiseuse                        | Жак Ріветт             | Едуард Френгофер                |
| 1991 | Викрадач дітей                      | Le Voleur d'enfants                      | Крістіан Де Шалонж     | монсеньор Арман                 |
| 1991 | Бал зануд                           | Le Bal des casse-pieds                   | Ів Робер               | Дезіре́                          |
| 1991 | Еквілібристи                        | Les Équilibristes                        | Ніко Папатакіс         | Marcel Spadice                  |
| 1992 | Архіпелаг                           | Archipel                                 | П'єр Граньє-Деферр     | Леонард Уайльд                  |
| 1992 | Кобила божевільних                  | La Cavale des fous                       | Марко Піко             | Анрі Туссан                     |
| 1992 | Розрив(и)                           | Rupture(s)                               | Кристіна Чітті         | Поль                            |
| 1992 | Вечеря                              | Le Souper                                | Едуар Молінаро         |                                 |
| 1993 | Психи на волі                       | La Cavale des fous                       | Марко Піко             |                                 |
| 1994 | Чорний ангел                        | L'Ange noir                              | Жан-Клод Бріссо        | Georges Feuvrier                |
| 1994 | Сто і одна ніч Сімона Сінема        | Les Cent et Une Nuits de Simon Cinéma    | Аньєс Варда            | Сімон Сінема́                    |
| 1994 | Емігрант                            | L'Émigré                                 | Юссеф Шахін            | Адам                            |
| 1995 | Безрозсудний Бомарше                | Beaumarchais, l'insolent                 | Едуар Молінаро         | принц де Конті                  |
| 1996 | Попутниця                           | Compagna di viaggio                      | Петер Дель Монте       | Козімо                          |
| 1996 | Вечірка                             | Party                                    | Мануель де Олівейра    | Мішель                          |
| 1996 | Тіко Мун                            | Tykho Moon                               | Енки Біляль            | Мак Бі / брат Мак Бі            |
| 1997 | Генеалогія злочину                  | Généalogies d'un crime                   | Рауль Руїс             | Жорж Дідьє                      |
| 1998 | Пристрасть в пустелі                | Passion in the Desert                    | Лавінія Куррьє         | Жан-Мішель                      |
| 1998 | Нічого про Робера                   | Rien sur Robert                          | Паскаль Бонітцер       | лорд Аріель Четвік-Вест         |
| 1999 | Безкоштовне масло                   | Libero Burro                             | Серджо Кастеллано      | L'oncle Tony                    |
| 1999 | Париж — Тумбукту                    | Paris Tombouctou                         | Луїс Гарсія Берланга   | Michel des Assantes             |
| 1999 | Актори                              | Les Acteurs                              | Бертран Бліє           | Il tient son propre rôle        |
| 2000 | Усе добре, ми йдемо                 | Tout va bien, on s'en va                 | Клод Мур'єрас          | Луї                             |
| 2001 | Я повертаюся додому                 | Je rentre à la maison                    | Мануель де Олівейра    | Gilbert Valence                 |
| 2003 | Справжній чоловік                   | Un homme, un vrai                        | Жан-Марі і Арно Ларр'є |                                 |
| 2003 | Цей день                            | Ce jour-là                               | Рауль Руїс             | Гарольд                         |
| 2003 | Маленька Лілі                       | La Petite Lili                           | Клод Міллер            | актор, який грає Сімона         |
| 2005 | Чарівне дзеркало                    | Le Miroir magique                        | Мануель де Олівейра    | професор Хешель                 |
| 2006 | Сади восени                         | Jardins en automne                       | Отар Іоселіані         | Марія, мати Венсана             |
| 2006 | Все ще красуня                      | Belle toujours                           | Мануель де Олівейра    |                                 |
| 2006 | Не чіпай сокиру                     | Ne touchez pas la hache                  | Жак Ріветт             | Vidames de Pamier               |
| 2007 | Коробки                             | Boxes                                    | Джейн Біркін           | Папа́                            |
| 2007 | У кожного своє кіно                 | Chacun son cinéma                        | Мануель де Олівейра    | Микита Хрущов                   |
| 2008 | На війні                            | De la guerre                             | Бернар Бонелло         | Величний Хоу                    |
| 2008 | Пил часу                            | La Poussière du temps de                 | Тео Ангелопулос        | Спірос                          |
| 2009 | Найщасливіше місце на Землі         | Le plus beau pays du monde               | Марсель Блюваль        |                                 |
| 2011 | У нас є Папа                        | Habemus Papam                            | Нанні Моретті          | Па́па                            |
| 2012 | Корпорація «Святі мотори»           | Holly Motors                             | Лео Каракс             | Людина з родимкою               |
| 2012 | Лінія Веллінгтона                   | Les Lignes de Wellington                 | Валерія Сармієнто      | Леопольд Швейцер                |

Режисер
- 1991 — Писати, щоб пам'ятали / Ecrire contre L'oubli (к/м)
- 1994 — Нічний потяг / Train de nuit (к/м)
- 1998 — Значить, так / Alors voilà
- 2001 — Чорний пляж / La Plage noire
- 2005 — Не зовсім те життя, про яке я мріяв / C'est pas tout à fait la vie dont j'avais rêvé